# Eristalis hyaloptera
Eristalis hyaloptera är en tvåvingeart som beskrevs av Huo, Ren och Zheng 2007. Eristalis hyaloptera ingår i släktet slamflugor, och familjen blomflugor. Inga underarter finns listade i Catalogue of Life.